# Hekiru Shiina
Hekiru Shiina (椎名 へきる Shiina Hekiru; Higashikurume, Tokio; 12 de marzo de 1974) es una seiyū y cantante japonesa.
Su nombre es Makiko Shiina (椎名 牧子 Shiina Makiko). Además de ser una famosa cantante, es reconocida por darle su voz al personaje Hikaru Shidō de Magic Knight Rayearth. Su tipo de sangre es A y mide 1,52 m.

## Roles interpretados

### Series de Anime
- Danganronpa: The Animation como Celestia Ludenberg.
- DNA² como Kotomi Takanashi.
- Eden's Bowy como Elisiss/Jsieda y Shiida.
- Girls und Panzer como Ami Chōno.
- Jigoku Shōjo Mitsuganae como Yamawaro.
- Jigoku Shōjo Yoi no Togi como Yamawaro.
- Kemonozume como Yuka Kamitsuki.
- Magic Knight Rayearth como Hikaru Shidō.
- Orphen como Dortin y Orphen (pequeño).
- Seitokai Yakuindomo como Nene Todoroki.
- Tokimeki Memorial Only Love como Haruka Wakatake.
- YAT Anshin! Uchū Ryokō como Katsura Tenjouin.

### OVAs
- DNA² como Kotomi Takanashi
- Mega Man: Upon a Star como Mega Man
- Rayearth como Hikaru Shidō.
- Seitokai Yakuindomo como Nene Todoroki.
- Shōnan Jun'ai Gumi como Yui Itou.
- Sonic the Hedgehog (OVA) como Miles «Tails» Prower.
- Tokyo Revelations como Kyoko Shibusawa.
- TwinBee Paradise como Pastel.

### Películas
1997
- Jungle Taitei como Rukkio.

2001
- InuYasha: El amor a través del tiempo como Ruri.

2017
- Gekijōban Seitokai Yakuindomo como Nene Todoroki.

### Videojuegos
- Black Rose Suspects como Sarah
- Dangan Ronpa: Kibou no Gakuen to Zetsubou no Koukousei como Celestia Ludenberg.
- Magic Knight Rayearth como Hikaru Shidō.
- Mega Man: the Power Battles (1 y 2) como Mega Man.
- Akumajo Dracula X: Nocturne in the Moonlight como Faerie Familiar & Fairy Familiar.
- Orphen: Scion of Sorcery como Dortin.
- Soul Edge II como Seung Mina.
- TwinBee Taisen Puzzle-Dama como Pastel.

## Discografía

### Shiena (1994)
1. Tenshi wa higashi kara yatte kuru (4:31)
2. Koi yori taisetsu (4:59)
3. Girlfriend (4:59)
4. Hanabi (4:53)
5. Tsuki to rai mugi (4:43)
6. Anata to hutari de kaze ni naru (4:49)
7. Jin. Tokita (5:03)
8. Tomodachi no katachi (5:58)
9. Sugoku tanoshii sora ni naru no ni (4:32)
10. Yoru no naka (5:39)

### Respiration (1995)
1. Kuusou Metro (4:08)
2. Kougeki wa saidai no bougyo (5:10)
3. 2cm no setsunasa (4:24)
4. Setsunai egao (Night Version) (5:26)
5. Kiss ga tarinai (4:35)
6. Shoujo bakudan (4:28)
7. Yasashikatta hito (4:51)
8. Nani mo dekinakute (4:28)
9. NEVER NEVER (4:40)
10. T.R.Y.!! (4:44)

### No Make Girl (1995)
1. Koi no Race Queen (4:30)
2. Lucky Day (4:15)
3. Yannatchau (4:37)
4. Youkoso Happiness (5:25)
5. Best Partner (5:19)
6. Love Love de ikou (3:43)
7. Kodomo na otona to tsukiau houhou (4:08)
8. Ai no tenkamori (4:58)
9. Go Wake Up!! (4:26)
10. Sha Lalala (4:41)

### with a will (1996)
1. Nee (4:43)
2. Iro asenai shunkan (4:25)
3. Soro soro yatte mimasu ka (4:28)
4. Yasashii hito ni narimashou (4:07)
5. Naichai na yo, ima (4:57)
6. Me o samase, otoka nara (Remix Version) (4:43)
7. Kizuite! (3:50)
8. Super Girls Funky No.1 (5:13)
9. Ima sugu gyutto (4:46)
10. Watashi no mirai (5:18)
11. Sora o akiramenai (4:40)

### Baby Blue Eyes (1998)
1. Kaze ga fuku oka (4:52)
2. Distance (5:09)
3. Kaze no yukue (4:29)
4. Todoketai omoi (remix version) (3:54)
5. Anata no namae (5:08)
6. Sorette ii ne (4:08)
7. Dare no sei demo nai (3:49)
8. 246 (5:02)
9. Jun (4:16)
10. Graduater (3:53)
11. Infinity (4:37)

### Face To Face (1999)
1. This Moment (4:47)
2. fly away (4:50)
3. Let me sing with soul (4:34)
4. Tears (5:06)
5. Kono yo de ichiban taisetsu na mono (4:32)
6. Aitai (5:43)
7. invisible (3:57)
8. Dakishimete (4:17)
9. Wakaranai otoko (4:21)
10. Atarashii kaze (4:13)
11. ROLLING STONE (4:59)
12. Zutto... (4:21)

### RIGHT BESIDE YOU (2000)
1. REAL LOVE (3:15)
2. BESIDE YOU (4:25)
3. Koi (4:39)
4. G-sen jyou Romance (4:56)
5. One (4:01)
6. Umi ni nareru yo (4:40)
7. my starship -yume no hikousen- (5:40)
8. Thousands of stars (4:46)
9. RIDE A WAVE (4:54)
10. -Akai hana- I'm gonna change to the flower (Album Version) (4:45)

### b-side you ~B-SIDE COLLECTION~ (2000)
1. NEVER NEVER (4:40)
2. Yuugure no Jogging (5:02)
3. Hoshizora no Shower (4:29)
4. Kimete misete yo Get Back! (5:21)
5. Yasashii hito ni narimashou (4:06)
6. Anata ga kureta mono (5:19)
7. Todoketai omoi (3:54)
8. Phoenix (3:59)
9. Harenochi I Miss You (4:58)
10. Just my love (4:04)
11. Ganbare (3:59)
12. The Rain (4.59)
13. Itsu made mo... (3.59)

### PRECIOUS GARDEN (2001)
1. be yourself (4:59)
2. discovery (4:08)
3. Love Graduation (5:04)
4. live to love ~mou sukoshi hayaku aeta nara~ (4:52)
5. Still (5:38)
6. Anata mo shiranai koi no hate ni (4:36)
7. Hadaka no Princess Mermaid (4:21)
8. MOON (3:17)
9. Dive into you (4:21)
10. Chance! (4:38)
11. Taisetsu na Page (4:44)

### Otros álbumes
- Sadistic Pink (2002)
- 10 Carat (2003)
- Wings of Time (2004)
- Clear Day (2005)

### Otros trabajos
- Cantó el ending Proud of You para el videojuego R-Type Final, para PlayStation 2.
- Interpretó el segundo ending de la serie Cardfight!! Vanguard: Smash Up!!.[3]
- Compuso e interpretó los openings Everlasting Train - Owari Naki Tabibito y Akai Hana - You're Gonna Change to the Flower para la serie de Anime Eden's Bowy.[4]
- Para el anime YAT Anshin! Uchū Ryokō interpretó los endings Dame yo! Dame yo! Dame yo!! y MOON LIGHT. Para la segunda temporada también cantó el ending 純.[5][6]